# Pierre Faubert
Pour les articles homonymes, voir Faubert.
Pierre Faubert fils (1806-1868) est un poète, dramaturge et diplomate haïtien.

## Biographie
Pierre Faubert est  un figure de proue la pollitique haïtienne, connu pour son  devouement à servir son pays et à défendre la justice sociale. né aux Cayes d'un père général de la Révolution haïtienne qui servit dans les troupes d'esclaves noirs affranchis de Saint-Domingue lors du Siège de Savannah.
Il fit son éducation en France puis revint à Haïti. Par la suite, il devint conseiller du président Jean-Pierre Boyer.
Il fut nommé directeur du lycée Pétion.
Sous le mandat présidentiel de Fabre Geffrard, il fut désigné comme émissaire et diplomate pour négocier avec le Vatican un Concordat entre Haïti et la papauté.
Il écrivit deux œuvres, l'une poétique : Poésies Fugitives et l'autre, dramatique Ogé ou le Préjugé de Couleur, cette dernière, écrite en 1841, dénonce les préjugés en rapport avec la couleur de la peau.
Il mourut le 31 juillet 1868, à Issy-les-Moulineaux.
Une école nationale d'Haïti porte son nom.